# موال الحب والغضب (مسلسل)
مسلسل مصري مدة كل حلقة ٤٥ دقيقة تم انتاجه عام 1999 وهو مسلسل مؤثر يحكي قصة فتاة مكافحة قامت بمساعدة اخواتها وزوجها ولكن لم يقدروا فعلها فينتهي الوضع بها بات يستولي الزوج على ممتلكات زوجها ويضعها في الصحة النفسية

## قصة المسلسل
هو مسلسل مصري يتحدث عن فتاة اسمها كوثر وهذه الفتاة ارملة ولديها اربع شقيقات هي التي تصرف عليهن وتعولهن وبعد مرور السنوات يطمعن الشقيقات في اختهن كوثر فاعطت كل واحدة منهن مبلغ من المال ليبدأن حياتهن وانشأت شركة وفي شركتها تعرفت على رجل اسمه سليم الذي تحبه وتتزوجه فيستولي هذا الزوج على زوجته ويأخذ مالها ولم يكتفي بذلك بل قام بإيداعها بصحة نفسية مع كل ماقدمت له من تضحيات 

## طاقم العمل

### الممثلين
- فردوس عبد الحميد
- ندى بسيوني
- أحمد سلامة
- عبد الغني ناصر
- فريدة سيف النصر
- رياض الخولي
- كمال أبو رية
- محمد أبو الحسن
- أحمد خليل
- صلاح رشوان
- ناهد رشدي
- إيهاب فهمي
- نادية رشاد
- مي محمود
- محمد البنهاوي
- مصطفى أحمد
- ليلى جمال
- داليا مصطفى
- فتوح أحمد
- المرسي أبو العباس
- نادية عزت
- مها أحمد
- حجاج عبد العظيم
- حسن العدل
- إنتصار
- نشوى مصطفى
- أحمد دياب

### إخراج
- مصطفى الشال (مخرج)

### التأليف
- شريف محمد (المؤلف)

### الإنتاج
- شركة صوت القاهرة للصوتيات والمرئيات